# Привітне (Білгород-Дністровський район)
Привітне — село (до 2012 р. — селище) Шабівської сільської громади в Білгород-Дністровському районі Одеської області, Україна. Населення становить 205 осіб.

## Населення
Згідно з переписом 1989 року населення селища становило 169 осіб, з яких 72 чоловіки та 97 жінок.
За переписом населення 2001 року в селищі мешкало 205 осіб.

### Мова
Розподіл населення за рідною мовою за даними перепису 2001 року:
| Мова       | Відсоток |
| ---------- | -------- |
| українська | 89,27 %  |
| російська  | 4,88 %   |
| молдовська | 2,93 %   |
| білоруська | 2,44 %   |
| болгарська | 0,49 %   |